# Ян Лала
Ян Лала (чеськ. Jan Lála, нар. 10 вересня 1938, Лібіцка Лготка) — чехословацький футболіст, що грав на позиції захисника.
Виступав, зокрема, за клуби «Славія» та «Лозанна», а також національну збірну Чехословаччини, у складі якої став віце-чемпіоном світу 1962 року.

## Клубна кар'єра
Ян Лала почав займатись футболом у клубі «Метеор» (Жижков), а пізніше перебував у школі «Чехіє Карлін». У 17 років Лала переїхав до «Славії», де дебютував у 1956 році в першій команді. Спочатку він використовувався переважно у півзахисті, але згодом був переведений на позицію правого захисника.
У 1958 році Лала залишив «Славію», щоб відбути свою дворічну службу армії, під час якої виступав за клуб «Дукла» (Пардубіце). Наприкінці своєї участі в Пардубіце його звинуватили у здачі гри. Лалі загрожувала дворічна заборона, яка в підсумку не відбулася. Натомість 1960 року Ян повернувся в «Славію». Цього разу відіграв за празьку команду наступні дев'ять сезонів своєї ігрової кар'єри. Загалом провів за «червоно-білих» 402 матчі, у тому числі 143 матчі в чемпіонаті.
1969 року уклав контракт з швейцарським клубом «Лозанна», у складі якого провів наступні чотири роки своєї кар'єри гравця. Більшість часу, проведеного у складі «Лозанни», був основним гравцем захисту команди.
Завершив професійну ігрову кар'єру у нижчоліговому чеському клубі «Усті-над-Лабем», за команду якого виступав протягом 1973—1975 років.

## Виступи за збірну
22 квітня 1962 року дебютував в офіційних іграх у складі національної збірної Чехословаччини в матчі проти Уругваю. Влітку того ж року у складі збірної був учасником чемпіонату світу 1962 року у Чилі, де разом з командою здобув «срібло». У першому ж матчі в групі, коли Чехословаччина перемогла Іспанію, Лала успішно «закрив» головну зірку суперника Франсіско Хенто і в подальшому зіграв у всіх матчах, крім програного фінального проти Бразилії, який пропустив через травму.
Протягом кар'єри у національній команді, яка тривала 6 років, провів у формі головної команди країни 37 матчів, забивши 1 гол, 28 жовтня 1962 року у ворота збірної Пальщі.

## Титули і досягнення
- Віце-чемпіон світу: 1962